# ولفريد ديروم
ويلفريد ديروم (19 أبريل 1877 - 24 نوفمبر 1931) كان عالماً في العلوم الجنائية، ويُعرف بأنه مؤسس أول مختبر للعلوم الجنائية في أمريكا الشمالية، الذي أُسس في مونتريال، كيبيك، كندا. يُعرف المختبر حالياً باسم "مختبر العلوم القضائية والطب الشرعي".

## السيرة الذاتية
وُلِد الدكتور ديروم في نابيرفيل، كندا، ودرس في كلية مونتريال، وكلية سانت ماري، و seminari Joliette، حيث حصل على شهادة البكالوريوس في الآداب عام 1898. في وقت لاحق، حصل على درجة الدكتوراه في الطب من جامعة لافال في مونتريال عام 1902، حيث كان يتدرب في مستشفى نوتردام.
خلال الفترة من 1908 إلى 1909، درس الدكتور ديروم الطب الشرعي في جامعة باريس.
خلال مسيرته المهنية، شغل منصب محرر مشارك في المجلة الأمريكية لعلوم الشرطة، وقدم مقالتين خلال عام 1930. كان أيضاً عضواً في الجمعية الدولية للتعريف والجمعية الفرنسية للطب الشرعي.
توفي جراء تسمم في الدم في مونتريال في 24 نوفمبر 1931.

## العمل
في عام 1910، تم تعيين الدكتور ديروم أستاذاً في الطب الشرعي والسموم في جامعة مونتريال، وأصبح رئيس مختبر مستشفى نوتردام.
أسس، في يونيو 1914، أول مختبر حكومي للعلوم الجنائية في أمريكا الشمالية في مونتريال، كيبيك، كندا. وقد شغل منصب مدير المختبر حتى وفاته في عام 1931 عن عمر يناهز 54 عاماً. شهد كخبير طبي وخبير باليستيك لصالح التاج في العديد من القضايا القانونية خلال مسيرته.
في عام 1922، أصبح أول خبير في أمريكا الشمالية يشهد أمام المحكمة حول تحديد نسبة الإيثيل الكحولي في الدم. في عام 1926، اخترع الدكتور ديروم الميكرونورمومتر الذي يمكنه كشف العلامات التي تتركها الرصاصات على سطح الطلقات النارية لأغراض التعرف. سمح هذا الاكتشاف بتقديم أدلة علمية أمام المحكمة للمرة الأولى في مجال الباليستيك.
في عامي 1929 و1932، زار مختبر ديروم ج. إدغار هوفر من مكتب التحقيقات الفيدرالي (FBI) بهدف التخطيط لتأسيس مختبر الـ FBI.

## بقايا بشرية
احتفظ ديروم بعشرات من بقايا البشر من جثث ضحايا جرائم القتل الذين عالجهم في دوره كأبرز عالم طب شرعي في المقاطعة، وشمل ذلك إزالة الوشوم من جث امرأة مقتولة تدعى ميلدريد بروان. كما احتفظ بأجزاء من الأجهزة التناسلية للرجال والنساء والأعضاء الداخلية والخارجية، وأجنة في مراحل تطور مختلفة. هذه المجموعة من بقايا البشر مملوكة قانونيًا لوزارة الأمن العام بالمقاطعة، وتم الاحتفاظ بها بين عامي 1997 و 2020 في متحف الحضارة في مدينة كيبيك.

## الجوائز
2001 – سمت حكومة كيبيك المبنى الذي يضم مختبر العلوم الجنائية ومقر سوتيه دو كيبيك باسمه: مبنى ويلفريد ديروم.
2011 - قاعة الشهرة الفرنسية للطب الشرعي (جمعية كيبيكية للطب الشرعي، كندا).

## الكتب
ملخص في الطب الشرعي، شركة طباعة التجار، مونتريال، كيبيك، كندا، 1920.
مكان الجريمة، 1928.
خبرات في الأسلحة النارية، مطبعة النقابات الكاثوليكية الوطنية، مونتريال، كيبيك، كندا، 1929.